# Igino Cocchi

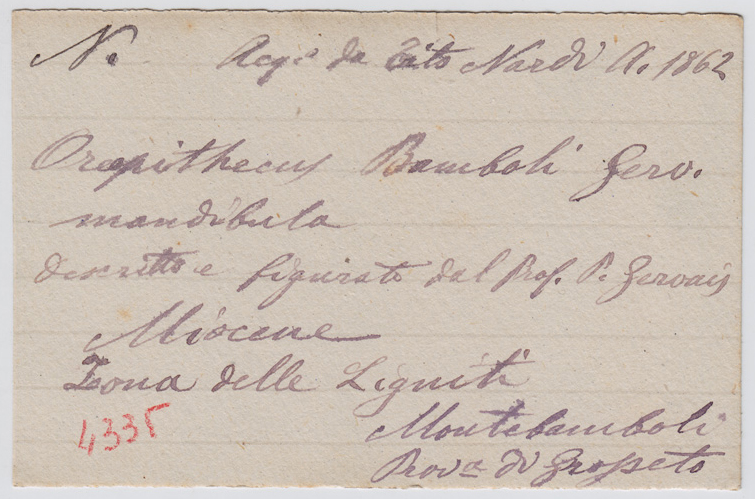
Nota de ingreso al museo de un fósil de Oreopithecus bambolii, manuscrita por Igino Cocchi en 1862.

Igino Cocchi (Terrarossa, 27 de octubre de 1827-Livorno, 18 de agosto de 1913), fue un geólogo, paleontólogo, escritor y traductor italiano.

## Biografía
Nacido en la aldea Terrarossa, en la localidad de Licciana Nardi, provincia de Massa y Carrara, estudió Ciencias Naturales en la Universidad de Pisa y obtuvo el título el 18 de junio de 1852. Uno de sus profesores, el geólogo Paolo Savi, lo incorporó a sus cátedras de Zoología como ayudante. Muy pronto comenzó a tener interés por la geología y la paleontología; el geólogo y naturalista Giuseppe Meneghini, por entonces profesor de Mineralogía y Geología en esa institución, tuvo gran influencia en su formación científica en esas áreas y fue quien le sugirió realizar un viaje de estudios a París y Londres, donde visitó la Société Géologique y la Geological Society. Allí tomó dimensión del atraso que tenía la geología en su país y comenzó a gestar la idea de que era necesario realizar un mapa geológico de Italia.
Desde 1860 fue profesor de Geología en el Instituto de Estudios Superiores de Florencia (Istituto di Studi Superiori di Firenze), precedente de la Universidad de Florencia. En la misma época fue curador de la colección de paleontología del Museo de Historia Natural. 
Sin descuidar el estudio de los suelos también se dedicó a la paleobiología y la paleoantropología. Publicó en 1864 Monografía de Pharyngodopilidae: nueva familia de peces labroides: estudios paleontológicos, describiendo varias especies nuevas, muchas no admitidas hasta ese momento. Al año siguiente publicó De algunos restos humanos y objetos de la industria humana de tiempos prehistóricos, recogidos en la Toscana, en el que describió herramientas de las edades de piedra y de bronce recolectadas en la región de Toscana, especialmente cerca de Livorno, estudio ampliado en 1867 en L'uomo fossile nell'Italia centrale (El hombre fósil en Italia central). Cocchi trataba de refutar las tesis de Boucher de Perthes y Lartet debido a sus conclusiones al estudiar al Uomo dell'Olmo, cráneo de Homo  sapiens encontrado en 1863 durante las obras del túnel ferroviario en el pueblo de Olmo, en el municipio de Arezzo.
Formó parte de la Junta Consultiva constituida en 1861 creada para discutir los métodos y establecer las normas para la formación del mapa geológico del Reino de Italia y fue el primer presidente del Comité Geológico Real del Ministerio de Agricultura, Industria y Comercio, del que también formaban parte Felice Giordano y Giuseppe Meneghini, creado para tal fin; estuvo en el cargo de 1867 a 1873 y en ese período, además de encargarse de constituir el cuerpo técnico que habría de realizar el mapa, de la creación del Comité de Geología y del adiestramiento de geólogos, comenzó a hacer relevamientos en la isla de Elba, cuyos resultados fueron publicados en 1871 en el libro Descrizione geologica dell'Isola d'Elba. En 1873 se decidió trasladar a Roma los trabajos sobre el mapa geológico de Italia, y Cocchi fue destituido de su cargo de presidente, y aunque continuó colaborando en el Comité poco a poco se fue alejando; al año siguiente también dejó su cargo de profesor. 
En 1868 propuso crear la sede del Club Alpino Italiano en Florencia y al año siguiente fue nombrado como su primer presidente.
En la década de los 80 su interés se volcó hacia la literatura. En 1884 se convirtió en miembro correspondiente de la Academia Petrarca de Letras, Artes y Ciencias de Arezzo. Conoció Finlandia —en ese entonces Gran ducado de Finlandia— en ocasión de un viaje que hizo al Imperio ruso como miembro del Congreso Internacional de Geología en 1902; sus impresiones quedaron plasmadas en su obra La Finlandia. Ricordi e Studi. En 1913 tradujo al italiano la epopeya finlandesa Kalevala, primera traducción completa del Kalevala al italiano, con introducción del literato Domenico Ciàmpoli (1852-1929).
Fue elegido en dos ocasiones como presidente de la Società Geologica Italiana, en 1887 y en 1895 y nombrado miembro correspondiente de la Academia Nacional de los Linces en 1891. Entre otros honores también fue nombrado Comendador de la Corona de Italia. Es reconocido como uno de los principales geólogos que enriquecieron con sus aportes de fósiles las colecciones de la sección de geología y paleontología del Museo de Historia Natural de Florencia.
En sus últimos años se interesó por la climatología y las aguas termales; fue miembro, asesor y vicepresidente de la Sociedad Italiana de Hidrología y Climatología, escribió una serie de estudios acerca del tema e incluso una propuesta de un mapa hidrológico y climatológico de Italia. 

## Publicaciones
Algunas de sus publicaciones:
- Description des roches ignées et sédimentaires de la Toscane (Descripción de las rocas ígneas y sedimentarias de la Toscana). Boletín de la Sociedad Geológica de Francia, 1855.
- Monografia dei Pharyngodopilidae: nuova famiglia di pesci labroidi: studi paleontologici (Monografía de Pharyngodopilidae: nueva familia de peces labroides: estudios paleontológicos). Florencia: Coi Tipi di M. Cellini, 1864
- Di alcuni resti umani e degli oggetti di umana industria dei tempi preistorici, raccolti in Toscana (De algunos restos humanos y objetos de la industria humana de tiempos prehistóricos, recogidos en la Toscana). Milán, 1865.
- Sulla geologia della val di Magra (Sobre la geología del valle del Magra). Milán: Memorie della Società  Italiana di Scienze Naturali. 1866
- La misura del tempo in geologia (La medida del tiempo en geología). Florencia: Stabilimento Civelli, 1867.
- L'uomo fossile nell'Italia centrale: studi paleoetnologici (El hombre fósil en Italia central: estudios paleoetnológicos). 1867.
- L'origine dei combustibili fossili. (El origen de los combustibles fósiles). Milán: E. Treves & C. Editori della Biblioteca Utile, 1868.
- Cenno sui terreni stratificati dell'isola d'Elba (Notas sobre la tierra estratificada de la isla de Elba). 1870.
- Due memorie geologiche sulla Val di Magra. (Dos registros geológicos en el valle del Magra). Tipografia di G. Barbèra, 1870.
- Raccolta degli oggetti de'cosi detti tempi preistorici (Colecta de los objetos de los llamados tiempos prehistóricos.). Florencia: Stabilimento Civelli, 1871.
- Descrizione geologica dell'Isola d'Elba, per servire alla carta della medesima (Descripción geológica de la isla de Elba, para el mapa de la misma). Florencia: Tipografia di G. Barbèra, 1871.
- Brevi cenni sui principali Istituti e Comitati Geologici e sul R. Comitato Geologico d'Italia. (Breves apuntes sobre los principales institutos y comités geológicos y sobre el Comité Geológico Real de Italia). Florencia: G. Barbera, 1871.
- Su di due Scimmie fossili italiane (Sobre dos simios fósiles italianos). Bollettino del Regio Comitato Geologico d’Italia. 1872
- Sulla necessità di analisi rigorose delle acque minerali e termali (Sobre la necesidad de análisis rigurosos de las aguas minerales y termales). Florencia: Società medica italiana d'idrologia e climatologia, 1897.
- La Sorgente di Sangemini: Studio Geo-Idrologico (Los manantiales de San Gemini: estudio hidrogeológico). Terni: Prem. Stabilimento Alterocca, 1898. OCLC 819175342
- Sulla origine dell' acido carbonico contenuto nelle acque sotterranee e di due acque termali sotterranee (Sobre el origen del ácido carbónico contenido en aguas subterráneas y de dos aguas termales subterráneas). Perugia, 1900.
- La Finlandia. Ricordi e Studi (Finlandia. Recuerdos y estudios). Florencia: Successori le Monnier, 1902.
- Su di una trivellazione ai Bagni di Montecatini (Sobre una perforación a las termas de Bagni di Montecatini), Perugia, 1907.
- Kalevala (traducción). Florencia: Società Tipografica Editrice Cooperativa, 1909.